# Ngọc Thụy
Ngọc Thụy là một phường thuộc quận Long Biên, thành phố Hà Nội, Việt Nam.

## Địa lý
Phường Ngọc Thụy có vị trí địa lý: 
- Phía đông giáp phường Thượng Thanh
- Phía tây giáp các các quận Tây Hồ, Ba Đình
- Phía nam giáp quận Hoàn Kiếm và phường Ngọc Lâm
- Phía bắc giáp huyện Đông Anh.

Phường Ngọc Thụy có diện tích 8,99 km², dân số năm 2022 là 39.915 người, mật độ dân số đạt 4.439 người/km².
Ngọc Thụy là phường có diện tích lớn nhất trong các phường ở trung tâm thành phố Hà Nội.

## Lịch sử
Ngọc Thụy trước đây là một xã thuộc huyện Gia Lâm.
Ngọc Thụy có quá trình hình thành và phát triển gần một 1.000 năm lịch sử. Đây cũng là quê hương của Thái uý Việt Quốc công Lý Thường Kiệt.
Xa xưa, tính từ thời Lý (lấy năm sinh của Lý Thường Kiệt là năm 1019) thì đây thuộc vùng đất Long Biên, trong huyện Gia Lâm, phủ Thiên Đức; thời Trần thuộc lộ Bắc Giang. Khi thực dân Pháp xâm lược nước ta và suốt thời gian Pháp đô hộ, Gia Lâm thuộc tỉnh Bắc Ninh. Các ấp xóm, trại, làng, xã lúc ấy có: Gia Quất, Gia Thượng, Yên Tân, Bắc Cầu, Thượng Cát, Thanh Am,... Cùng nằm trong tổng Gia Thụy, thuộc tỉnh Bắc Ninh.
Cách mạng Tháng Tám năm 1945 thành công, ngày đầu của cuộc kháng chiến chống thực dân Pháp, vùng đất Ngọc Thụy nằm trong Đặc khu Ngọc Thụy, trực thuộc tỉnh Bắc Ninh, vùng đất Đặc khu lúc ấy tới tận Sài Đồng, Thạch Bàn ngày nay.
Tháng 3 năm 1949, trên chủ trương mở mặt trận đường 5, Đặc khu Ngọc Thụy được chuyển về tỉnh Hưng Yên. Qua thực tế hoạt động gặp nhiều khó khăn, Ủy ban kháng chiến tỉnh Hưng Yên đã đề nghị trên cho chuyển trả lại về Gia Lâm thuộc tỉnh Bắc Ninh. Khi chuyển về, Đặc khu Ngọc Thụy được phân chia thành xã Ngọc Thụy và xã Hồng Tiến.
Đến tháng 10 năm 1954, xã Ngọc Thụy được chuyển về quận VIII, ngoại thành Hà Nội.
Cuối năm 1955 đầu năm 1956, sau cải cách ruộng đất, xã Ngọc Thụy được phân chia thành 2 xã để tiện điều hành, quản lý, lấy tên là xã Ngọc Thụy và xã Thượng Thanh (Gia QuấtThượng về Thượng Thanh, Gia Quất Hạ ở lại Ngọc Thụy).
Ngày 20 tháng 4 năm 1961, tại kỳ họp thứ hai Quốc hội khóa II quyết định mở rộng thành phố Hà Nội và sáp nhập vào thành phố Hà Nội một số khu vực thuộc tỉnh Hà Đông, Bắc Ninh, VĩnhPhúc và Hưng Yên; theo đó Ngọc Thụy cùng 15 xã của huyện Gia Lâm và một số xã, thị trấn của các huyện Từ Sơn, Tiên Du, Thuận Thành được chuyển giao về Hà Nội.
Tiếp theo, ngày 31 tháng 5 năm 1961, Hội đồng Chính phủ ra quyết định chia các khu vực nội, ngoại thành của thành phố Hà Nội thành 4 khu phố và 4 huyện. Theo quyết định này, Ngọc Thụy là một trong 31 xã và hai thị trấn thuộc huyện Gia Lâm, ngoại thành Hà Nội. Vị trí địa lý xã Ngọc Thụy lúc ấy được xác định:
- Phía Đông giáp xã Thượng Thanh
- Phía Nam giáp thị trấn Gia Lâm
- Phía Bắc có sông Đuống, bên kia sông là xã Đông Hội, huyện Đông Anh
- Phía Tây giáp xã Tứ Liên, huyện Từ Liêm (nay thuộc quận

Tây Hồ).
Xã có các thôn: Bắc Biên, Gia Quất, Yên Tân, Gia Thượng, Bắc Cầu.
Bắc Biên, Trung Hà xưa kia vốn là làng An Xá thuộc thành Đại La. Khi vua Lý Thái Tổ dời đô từ Hoa Lư ra Đại La đã đổi Đại La thành Thăng Long. Làng An Xá trở thành làng củathành Thăng Long.
Năm 1014 (Năm Thiên Thuận thứ 5), vua Lý Thái Tổ cho đắp thành để xây dựng dinh thự. Nhà Vua cho di dân làng An Xá ra bãi bồi ở sông Nhị Hà (Sông Hồng). An Xá là quê hương của Ngô Tuấn (tức Lý Thường Kiệt) có địa giới như sau:
- Bắc giáp làng Xuân Canh, Bắc Cầu, Gia Thượng.
- Đông giáp làng Gia Quất, làng Thạch Cầu, Lâm Hạ, Gia Thụy, Ái Mộ.
- Nam giáp cống ông Mạc, Quyết Thủy, Đồng Tân, Hà Khẩu.
- Tây giáp làng Quảng Bá, Tây Hồ, An Hòa, Hoè Nhai.
Nhờ có Lý Thường Kiệt dâng sớ tấu xin vua nên dân làng An Xá được miễn mọi thứ thuế, lệ, phu phen tạp dịch, vì An Xá ở bãi bồi không có đất cấy lúa. Đến năm Thuận Thiên thứ 5 (1132), Vua Lý Thần Tông đi kinh lý làng An Xá vào lúc nước sông Nhị Hà lên to, thấy nhà nào cũng bắc bục để ở nên Vua ra sắc chỉ đổi tên làng An Xá thành làng Cơ Xá. Cơ có nghĩa cơ động, nhưng chữ cơ lại đồng âm với chữ cơ là đói (cơ hàn) nên năm Duy Tân thứ 5 (1911) dân làng đã xin đổi tên làng Cơ Xá thành làng Phúc Xá. Phúc có nghĩa là phúc đức, cũng còn có nghĩa dân mong muốn có ruộng để trồng dâu nuôi tằm. Phúc Xá Nam nay thuộc khu Đống Mác; Phúc Xá Tây hiện nay là An Dương còn Phúc Xá Bắc Biên, Phúc Xá Trung Hà nay thuộc Ngọc Thụy. Phúc Xá xưa đều ở bãi giữa sông Hồng (sông Nhị Hà). Phúc Xá Trung Hà được Nhà nước bơm cát từ Sông Hồng vào lấp Đầm Bến (Đầm Sen) chia đất cho dân vào năm 1975-1976. Phúc Xá lúc đó thuộc tổng Phúc Lâm, huyện Hoàn Long, tỉnh Hà Đông, sau chính quyền Pháp đô hộ đổi huyện Hoàn Long thành đại lý Hoàn Long, thuộc thành Hà Nội.
Sau Cách mạng Tháng Tám, Phúc Xá thành đặc khu Phúc Xá thuộc liên khu 1 Hà Nội. Đặc khu Phúc Xá có bãi Phúc Xá Trung Hà, bãi Phúc Xá Bắc Biên và Phúc Xá Tây Biên,...
Đến năm 1956, thì Phúc Xá Bắc Biên, Trung Hà sáp nhập vào phường Ngọc Thụy cho đến nay.
Phường Ngọc Thụy được thành lập năm 2003 trên cơ sở toàn bộ 898,99 ha diện tích tự nhiên và 18.568 người của xã Ngọc Thụy, huyện Gia Lâm.

## Xã hội

### Giáo dục
Trên địa bàn phường có các trường:
- Mầm non Bắc Biên. Lưu trữ ngày 20 tháng 7 năm 2021 tại Wayback Machine
- Mầm non Ngọc Thuỵ. Lưu trữ ngày 20 tháng 7 năm 2021 tại Wayback Machine
- Mầm non Bắc Cầu. Lưu trữ ngày 20 tháng 7 năm 2021 tại Wayback Machine.
- Tiểu học Ngọc Thuỵ. Lưu trữ ngày 20 tháng 7 năm 2021 tại Wayback Machine
- Tiểu học Gia Thượng. Lưu trữ ngày 20 tháng 7 năm 2021 tại Wayback Machine
- Tiểu học Lý Thường Kiệt. Lưu trữ ngày 20 tháng 7 năm 2021 tại Wayback Machine
- THCS Ngọc Thuỵ. Lưu trữ ngày 20 tháng 7 năm 2021 tại Wayback Machine
- THCS Lý Thường Kiệt
- Học viện Hậu Cần
- Trường Việt Pháp ALEXANDRE YERSIN.